# Mischocyttarus catharinaensis
Mischocyttarus catharinaensis är en getingart som beskrevs av Zikan 1949. Mischocyttarus catharinaensis ingår i släktet Mischocyttarus och familjen getingar. Inga underarter finns listade i Catalogue of Life.